# Marano di Napoli
Marano di Napoli is een Italiaanse gemeente, onderdeel van de metropolitane stad Napels, wat voor 2015 nog de provincie Napels was (regio Campanië) en telt 58.938 inwoners (31-12-2004). De oppervlakte bedraagt 15,5 km2, de bevolkingsdichtheid is 3275 inwoners per km2.
De volgende frazioni maken deel uit van de gemeente: San Rocco, Castello Monteleone, San Marco, Torre Caracciolo, Torre Piscicelli.

## Demografie
Marano di Napoli telt ongeveer 18772 huishoudens. Het aantal inwoners steeg in de periode 1991-2001 met 19,8% volgens cijfers uit de tienjaarlijkse volkstellingen van ISTAT.
| Jaar | Inwoneraantal |
| ---- | ------------- |
| 1991 | 47.961        |
| 2001 | 57.448        |

## Geografie
De gemeente ligt op ongeveer 160 m boven zeeniveau.
Marano di Napoli grenst aan de volgende gemeenten: Calvizzano, Mugnano di Napoli, Napoli, Quarto, Villaricca.